# Hanns Kneifel

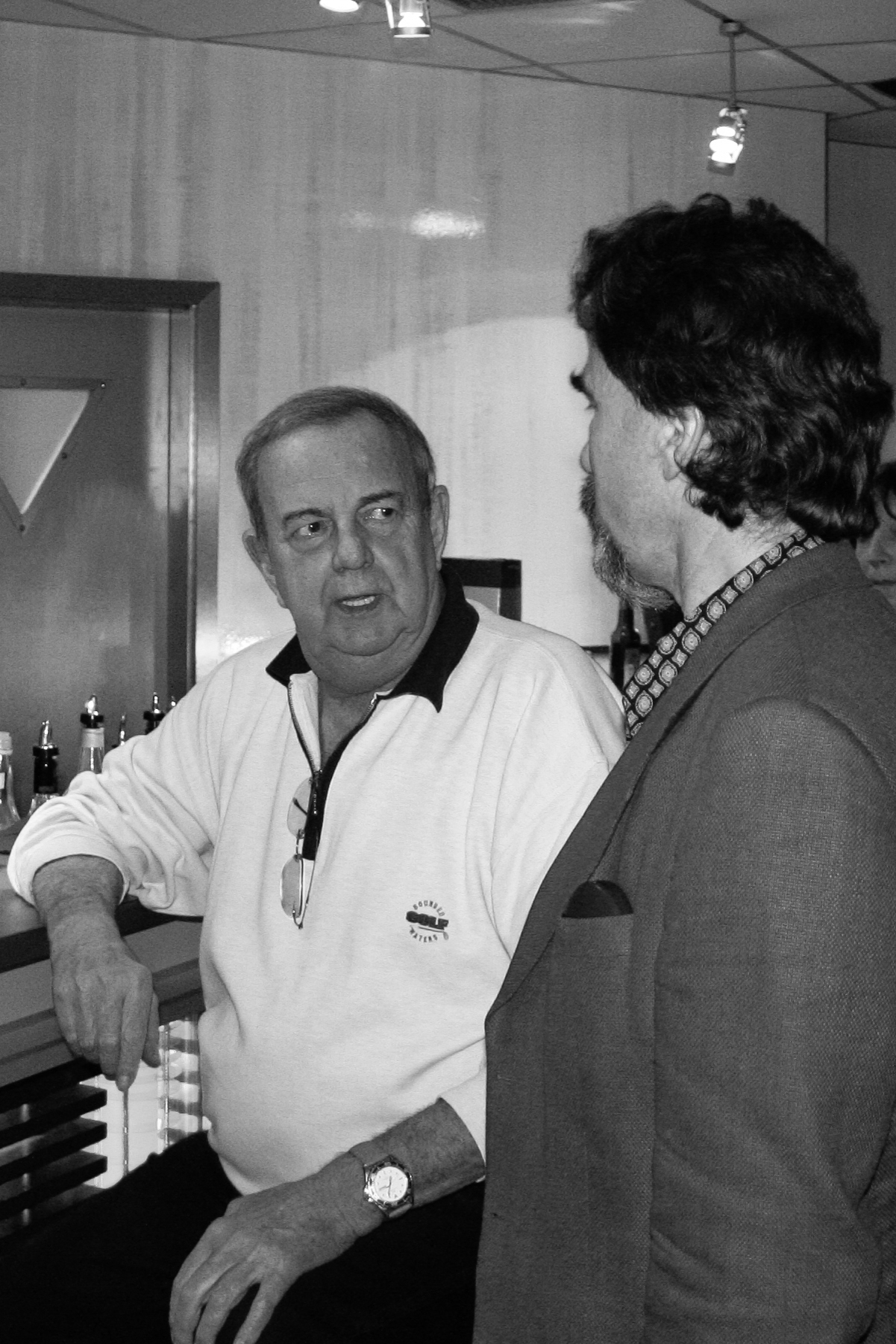
Hanns Kneifel (li.) im Gespräch mit Roland Rosenbauer, 2007

Hanns Kneifel (eigentlich Johannes Wilhelm Rudolf Kneifel; * 11. Juli 1936 in Gleiwitz; † 7. März 2012 in München) war ein deutscher Schriftsteller, bekannt vor allem als Verfasser von Science-Fiction und hier als Autor zahlreicher Perry-Rhodan-Romane. Er schrieb auch unter den Pseudonymen Alexander Carr und Hivar Kelasker, viele seiner Serienromane sind auch unter der Namensvariante Hans Kneifel veröffentlicht.

## Leben
Hanns Kneifel wurde in Oberschlesien geboren und wuchs ab 1945 in Oberbayern auf. Von 1948 an lebte er in München sowie zeitweise auf Sardinien. Nach seiner Ausbildung zum Konditormeister und dem Begabtenabitur 1960 begann er ein Studium der Pädagogik, das er 1965 mit dem Staatsexamen abschloss. Er war danach Berufsschullehrer in Kitzingen, bis er sich entschloss, freier Schriftsteller zu werden. 1956 debütierte er mit dem Roman Uns riefen die Sterne, inspiriert von dem Kinofilm Endstation Mond. 1965 erschien sein erstes Perry-Rhodan-Taschenbuch, drei Jahre später wurde er in das Team der Perry-Rhodan-Heftserie berufen. In den 1980er Jahren war er Chefredakteur der Stadtzeitschrift Wir Münchener. Nach jahrelanger Abstinenz schrieb er von 2000 bis 2012 wieder als Gastautor an der Perry-Rhodan-Heftserie mit. Er starb am 7. März 2012 nach kurzer schwerer Krankheit in München.

## Werk
Abgesehen von seinen Beiträgen zur Perry-Rhodan-Serie hat Hanns Kneifel eine Buchreihe zur Fernsehserie Raumpatrouille Orion verfasst, die teilweise auch in Schweden und Brasilien publiziert wurde. Auch einige eigenständige Romane existieren, zum Beispiel Das brennende Labyrinth. Kneifel schrieb auch für die Fantasy-Heftserien Dragon – Söhne von Atlantis (1973–1975) und Mythor (ab 1980) sowie unter dem Pseudonym Hivar Kelasker für die Horror-Heftserie Dämonenkiller (1975/76) und ab 1987 als Sean Beaufort für die Heftserie Seewölfe, Korsaren der Weltmeere. Außerdem schrieb er Sachbücher (Menschen zum Mond, 1969) und Hörspiele (Sdayowy oder Unterstelltes Ereignis unzutreffend, mit Dieter Hasselblatt, 1974). Von den 1990er-Jahren bis 2006 schrieb Kneifel mehrere historische Romane.

## Bibliografie (Auswahl)
- Uns riefen die Sterne. (Zukunftsroman). AWA-Verlag München 1956, DNB 452466431, (Bearbeitet von Werner Gronwald).
- Oasis, Tor zu den Sternen. (Zukunftsroman). AWA, München 1958, DNB 452466393.
- Ferner als du ahnst. (Zukunftsroman). AWA, München 1959, DNB 452466350.
- Der Traum der Maschine. (Science-Fiction). Moewig (Terra Taschenbuch #100), München 1965, DNB 452466415. Überarbeitete Neuausgabe: Haffmans, Zürich 1994, ISBN 978-3251300327.
- Das brennende Labyrinth. (Science-Fiction). Heyne (Heyne SF&F #3104), München 1967 DNB 457237724. Überarbeitete Neuausgabe: Haffmans, Zürich 1989, ISBN 978-3-251-01041-7.
- Pompeji – Flucht aus Feuer und Asche. (Historisch). Arena, Würzburg 1992, ISBN 3-401-04412-5.
- Prinz Falkenherz – Die Verschwörung. (Fantasy). Loewes, Bindlach 1993, ISBN 3-7855-2562-1.
- Prinz Falkenherz – Der Weg nach Camelot. (Fantasy). Loewes, Bindlach 1993 ISBN 3-7855-2598-2.
- Sternenjagd. (Science-Fiction). Bastei-Lübbe (Bastei-Lübbe-TB #23151), Bergisch Gladbach 1994, ISBN 3-404-23151-1.
- Babylon – Das Siegel des Hammurabi. (Historisch). Franz Schneekluth, München 1994, ISBN 3-7951-1321-0.
- Der Bronzehändler. (Historisch). Schneekluth, München 1994, ISBN 3-7951-1322-9.
- Hatschepsut – Die Pharaonin.(Historisch). Schneekluth, München 1995, ISBN 3-7951-1323-7.
- Der letzte Traum des Pharao. (Historisch). Schneekluth, München 1996, ISBN 3-7951-1393-8.
- Weihrauch für den Pharao. (Historisch). Thienemanns, Stuttgart 1997, ISBN 3-522-16922-0.
- Darius der Große – König der Perser. (Historisch). Schneekluth, München 1998, ISBN 3-7951-1640-6.
- Die Ritter von Avalon. (Fantasy). Bastei-Lübbe, (Bastei-Lübbe-TB #14611) Bergisch Gladbach 2001, ISBN 3-404-14611-5.
- Die Kreuzritter. (Historisch) vgs, Köln 2002. ISBN 3-8025-2872-7
- Doctor Eisenbarth – Wunderarzt des Barock. (Historisch). MZ-Buchverlag, Regensburg 2002, ISBN 3-934863-12-4.
- Katharina die Große. (Historisch). Heyne, München 2003, ISBN 3-453-86518-9.
- Ich, Francis Drake. (Historisch). Heyne, München 2005, ISBN 3-453-87806-X.
- Hakonwulf von Thule. (Fantasy). Fabylon Markt Rettenbach 2006, ISBN 978-3-927071-16-2.
- Tor der tausend Sonnen. (Science-Fiction). Fantasy Productions, Erkrath 2008. ISBN 978-3-89064-602-2.
- Galaktische Odyssee. (Science-Fiction). Fantasy Productions, Erkrath 2009. ISBN 978-3-89064-603-9.
- Der Engel der Apokalypse. (Historisch). Bastei-Lübbe, Bergisch Gladbach 2010, ISBN 978-3-404-16406-6.
- Jerusalem. (Historisch). Bastei-Lübbe (Bastei-Lübbe-TB #16533) Bergisch Gladbach 2011. ISBN 978-3-404-16533-9.
- Raumpatrouille Orion. Saphir im Stahl, Bickenbach (Bergstraße) 2011. DNB 1013771125, (3 Bände).
  - Band 1: Angriff aus dem All. Planet außer Kurs. ISBN 978-3-9813823-0-3.
  - Band 2: Die Hüter des Gesetzes. Deserteure. ISBN 978-3-9813823-1-0.
  - Band 3: Kampf um die Sonne. Die Raumfalle. Invasion. ISBN 978-3-9813823-2-7.

## Kritik
- Michael Nagula (zur überarbeiteten Neuausgabe von Das brennende Labyrinth): „Der ursprüngliche Handlungsfaden … flicht sich um Erörterungen und Reflektionen herum, die in ihrer Vielfalt ein Panoptikum des möglichen Lebens in der Zukunft bieten, einschließlich Liebe, Technik und Krieg, und sich stilistisch an Jack Vance orientiert zeigen.“ „Das brennende Labyrinth, ebenso spannend wie faszinierend, gehört zu den besten Unterhaltungsromanen, die die deutsche Nachkriegsliteratur im Rahmen des Genres SF hervorgebracht hat …“[2]
- Reclams Science-fiction-Führer: „Seine ersten Romane waren vielversprechend, die späteren verflachten unter dem Druck der Massenproduktion jedoch zusehends. K.s inzwischen mehr als 400 Heftromane kranken an Standardcharakteren mit aufgesetzt wirkendem Vokabular und Handlungsarmut; seine Figuren sind blasierte Stutzer, die sich gegenseitig ihren hohen Bildungsstand anhand von Klassikerzitaten demonstrieren und dabei aus silbernen Kelchen Champagner schlürfen. Seine Welten sind entweder grellbunt und antiseptisch oder urwüchsig und barbarisch. In der Anfangsphase dominierten in seinem Werk die eher klassischen SF-Versatzstücke (Astronauten, Weltraumfahrt, Computer), später wandte K.  sich dann Serienfiguren wie »Perry Rhodan« und »Atlan« zu und stellte mehr die Fantasy-Elemente in den Vordergrund.“[3]